# چشم‌برهنه خال‌سیاه
چشم‌برهنه خال‌سیاه (نام علمی: Phlegopsis nigromaculata) گونه‌ای از پرندگان حشره‌خوار گنجشک‌سان در زیرتیرهٔ Thamnophilinae از تیرهٔ مورچه‌مرغان «نمادین» است. در بولیوی، برزیل، کلمبیا، اکوادور و پرو یافت می‌شود.